# Том Гуліотта
Томас Джеймс Гуліотта (англ. Thomas James Gugliotta, нар. 19 грудня 1969, Гантінгтон-Стейшн, Нью-Йорк) — американський професіональний баскетболіст, що грав на позиції важкого форварда за низку команд НБА. Гравець національної збірної США.

## Ігрова кар'єра
Починав грати у баскетбол у команді Старшої школи Волта Вітмена (Гантінгтон-Стейшн, Нью-Йорк). На університетському рівні грав за команду Університету штату Північної Кароліни (1988–1992). На останньому курсі набирав 22 очки та 10 підбирань за гру.
1992 року був обраний у першому раунді драфту НБА під загальним 6-м номером командою «Вашингтон Буллетс». 
З 1994 по 1995 рік грав у складі «Голден-Стейт Ворріорс».
1995 року перейшов до «Міннесота Тімбервулвз», у складі якої провів наступні 3 сезони своєї кар'єри. Цей період ввадається найуспішнішим в його кар'єрі. У сезоні 1996—1997 набирав 20,6 очок за гру, а в сезоні 1997—1998 — 20,1. Також 1997 року був включений для участі у Матчі всіх зірок.
Наступною командою в кар'єрі гравця була «Фінікс Санз», за яку він відіграв 5 сезонів.
Частину 1994 року виступав у складі «Голден-Стейт Ворріорс».
2004 року перейшов до «Бостон Селтікс», у складі якої провів наступний сезон своєї кар'єри.
Останньою ж командою в кар'єрі гравця стала «Атланта Гокс», до складу якої він приєднався 2005 року і за яку відіграв лише частину сезону.

## Статистика виступів в НБА

### Регулярний сезон
| Сезон              | Команда                 | GP  | GS  | MPG  | FG%  | 3P%  | FT%   | RPG | APG | SPG | BPG | PPG  |
| ------------------ | ----------------------- | --- | --- | ---- | ---- | ---- | ----- | --- | --- | --- | --- | ---- |
| 1992–1993          | «Вашингтон Буллетс»     | 81  | 81  | 34.5 | .426 | .281 | .644  | 9.6 | 3.8 | 1.7 | 0.4 | 14.7 |
| 1993–1994          | «Вашингтон Буллетс»     | 78  | 78  | 35.8 | .466 | .270 | .685  | 9.3 | 3.5 | 2.2 | 0.7 | 17.1 |
| 1994–1995          | «Вашингтон Буллетс»     | 6   | 6   | 37.7 | .398 | .500 | .788  | 8.8 | 3.0 | 3.5 | 1.8 | 16.0 |
| 1994–1995          | «Голден-Стейт Ворріорс» | 40  | 40  | 33.1 | .443 | .311 | .567  | 7.4 | 3.1 | 1.3 | 0.6 | 10.9 |
| 1994–1995          | «Міннесота Тімбервулвз» | 31  | 17  | 32.8 | .454 | .318 | .762  | 7.2 | 4.5 | 2.0 | 0.9 | 14.4 |
| 1995–1996          | «Міннесота Тімбервулвз» | 78  | 78  | 36.3 | .471 | .302 | .773  | 8.8 | 3.1 | 1.8 | 1.2 | 16.2 |
| 1996–1997          | «Міннесота Тімбервулвз» | 81  | 81  | 38.7 | .442 | .258 | .820  | 8.7 | 4.1 | 1.6 | 1.1 | 20.6 |
| 1997–1998          | «Міннесота Тімбервулвз» | 41  | 41  | 38.6 | .502 | .118 | .821  | 8.7 | 4.1 | 1.5 | 0.5 | 20.1 |
| 1998–1999          | «Фінікс Санз»           | 43  | 43  | 36.3 | .483 | .286 | .794  | 8.9 | 2.8 | 1.4 | 0.5 | 17.4 |
| 1999–2000          | «Фінікс Санз»           | 54  | 54  | 32.7 | .481 | .125 | .775  | 7.9 | 2.3 | 1.5 | 0.6 | 13.7 |
| 2000–2001          | «Фінікс Санз»           | 57  | 2   | 20.3 | .392 | .250 | .792  | 4.5 | 1.0 | 0.8 | 0.4 | 6.4  |
| 2001–2002          | «Фінікс Санз»           | 44  | 40  | 25.7 | .422 | .333 | .757  | 5.0 | 1.8 | 0.9 | 0.7 | 6.5  |
| 2002–2003          | «Фінікс Санз»           | 27  | 11  | 16.6 | .455 | .000 | 1.000 | 3.7 | 1.1 | 0.5 | 0.2 | 4.8  |
| 2003–2004          | «Фінікс Санз»           | 30  | 3   | 10.1 | .313 | .000 | .750  | 1.9 | 0.7 | 0.5 | 0.1 | 2.3  |
| 2003–2004          | «Юта Джаз»              | 25  | 24  | 20.6 | .375 | .333 | .700  | 5.2 | 1.7 | 0.7 | 0.3 | 3.7  |
| 2004–2005          | «Бостон Селтікс»        | 20  | 0   | 10.9 | .297 | -    | .667  | 2.2 | 0.6 | 0.5 | 0.6 | 1.3  |
| 2004–2005          | «Атланта Гокс»          | 27  | 9   | 27.7 | .431 | .308 | .784  | 5.5 | 2.1 | 1.2 | 0.5 | 7.9  |
| Усього за кар'єру  |                         | 763 | 608 | 30.9 | .451 | .284 | .784  | 7.3 | 2.8 | 1.4 | 0.6 | 13.0 |
| В іграх усіх зірок |                         | 1   | 0   | 19.0 | .429 | .000 | .750  | 8.0 | 3.0 | 2.0 | -   | 9.0  |

### Плей-оф
| Сезон             | Команда                 | GP | GS | MPG  | FG%  | 3P%  | FT%  | RPG | APG | SPG | BPG | PPG  |
| ----------------- | ----------------------- | -- | -- | ---- | ---- | ---- | ---- | --- | --- | --- | --- | ---- |
| 1996–1997         | «Міннесота Тімбервулвз» | 3  | 3  | 40.3 | .422 | .750 | .600 | 5.3 | 4.3 | 2.3 | 0.7 | 18.3 |
| 1998–1999         | «Фінікс Санз»           | 3  | 3  | 39.3 | .371 | -    | .750 | 8.3 | 3.3 | 1.3 | 1.0 | 10.7 |
| 2000–2001         | «Фінікс Санз»           | 4  | 0  | 21.5 | .308 | -    | .778 | 3.8 | 0.8 | 2.0 | 0.3 | 5.8  |
| 2002–2003         | «Фінікс Санз»           | 2  | 0  | 5.0  | .500 | -    | .500 | 1.0 | 0.0 | 0.0 | 0.0 | 2.5  |
| Усього за кар'єру |                         | 12 | 6  | 27.9 | .393 | .750 | .690 | 4.8 | 2.2 | 1.6 | 0.5 | 9.6  |